# 柴田氏庭園

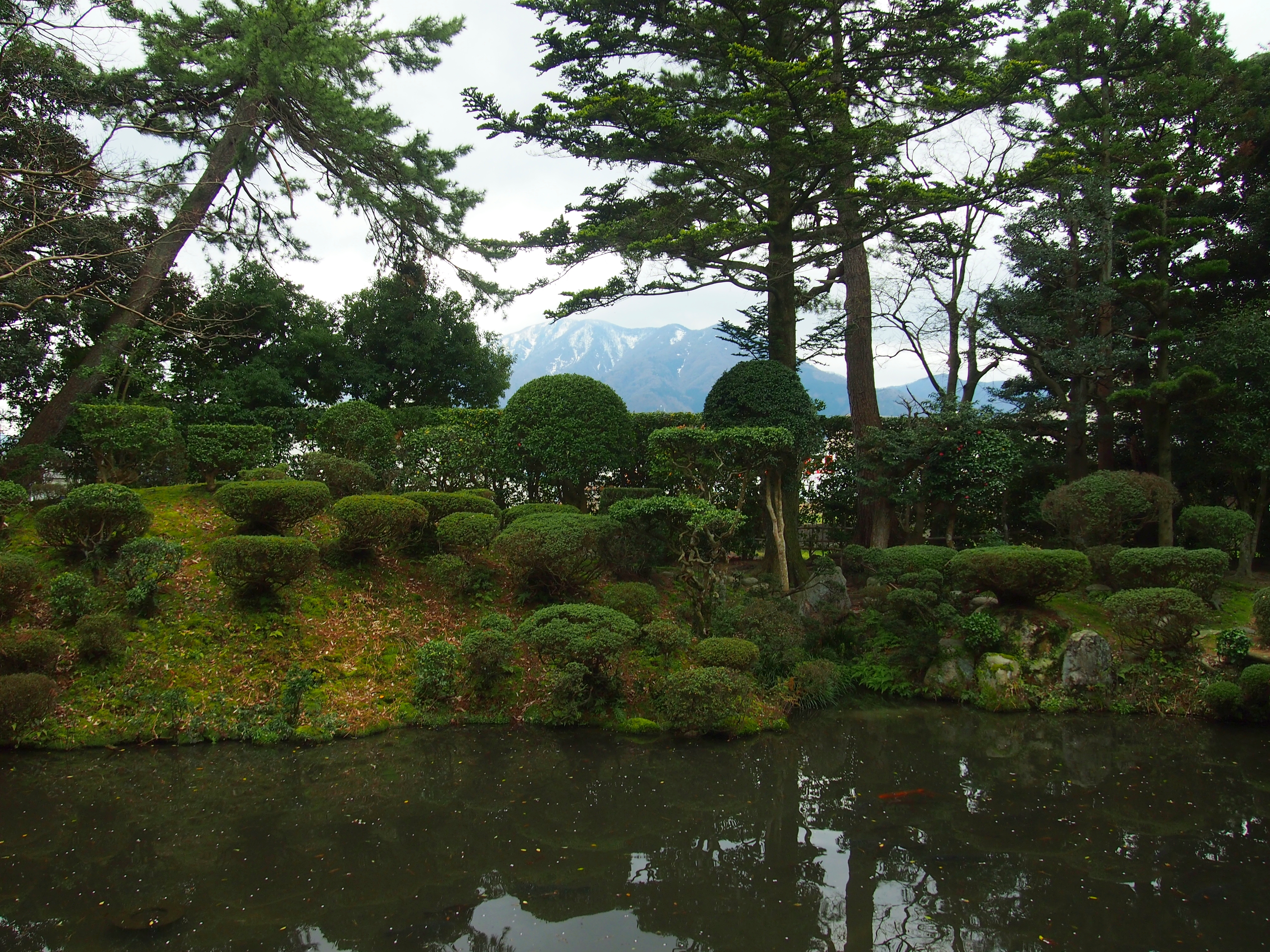
柴田氏庭園　野坂岳の借景

柴田氏庭園（しばたしていえん）は、福井県敦賀市にある江戸時代前期の庭園。柴田権右衛門の旧宅で小浜藩主休憩所ともなった。国の名勝に指定されている。別名「甘棠館（）」あるいは「甘棠園（）」とも呼ばれている。

## 概要
若狭国小浜藩の有力豪農だった柴田氏は、寛文2年（1662年）に新田開発の拠点として敦賀平野南西部の市野々に屋敷を構えた。もともと柴田氏の屋敷は、周囲に5-6 m幅の濠（環濠）を巡らせた60 mの方形地割の区画であった。
庭園は屋敷構えからやや遅れて作庭され、西南西の濠の一部を園池に取り込み、背後の土塁を築山とした。池は濠を利用したため深く、岸辺は勾配が急で、北東の池岸は玉石張りとなっている。築山には滝石組があり、池の中島には土橋が架けられている。
書院は数寄屋風書院建築である。寄棟造千鳥破風付の屋根は、1964年（昭和39年）に銅板葺に改修されるまで桧皮葺だった。なお、建築当初は杮葺だったと推定されている。
書院は鶴の間（上段の間）、松の間（下段の間）、亀の間からなる。特に鶴の間は他の部屋よりも一段高く、欄間にも酒井氏家紋（剣片喰（））が彫られており、小浜藩主酒井氏の休憩所としても利用された記録がある。この八畳の奥座敷からは、池を前景として築山の樹間に、「敦賀富士」とも称される野坂岳が遠望できる。上段の間の附書院は鳥居形の窓となっており、野坂岳を遥拝する意図が示されているともいわれ、借景庭園に信仰に関する意匠を組み合わせた珍しい例となっている。
書院以外の建造物として、前庭から書院や庭園に入るための中門、日常生活用の居宅、通用門、通路塀、土蔵がある。母屋も建てられていたが、1957年（昭和32年）の大雪で一部を残して倒壊し、上層の礎石だけが展示されている。このほか排水溝、納屋、便所、小屋などがあったことが遺構から判明している。また、古い絵図によると母屋の北西には道場があったとされ、他にも建物遺構が存在する可能性がある。
なお、柴田氏庭園の空間構成は、以上の庭園や建造物区域のほか、前庭（米倉跡を含む）や外周（稲荷社跡、屋敷林、冠木門を含む）などに分けられる。前庭に入る冠木門は黒く塗られており、この庭園のシンボルとなっている。
1932年（昭和7年）4月19日に庭園（園池、築山、書院建築等を含む）が国の名勝に指定された。さらに1999年（平成11年）2月1日に市野々柴田氏屋敷として敦賀市指定史跡となり、2007年（平成19年）に濠や土塁を含む屋敷地が国の名勝に追加指定された。
2015年度から修復工事が進められ、2023年（令和5年）に修復工事を完了した。

## 「甘棠園」の由来
柴田氏庭園には「甘棠園」あるいは「甘棠館」の異称がある。これは「詩経」の「甘棠の愛」の故事にちなんで命名したと伝えられる。
園内にはヤマモモとクスノキが植えられており、それぞれ「甘棠園のヤマモモ」（1965年7月5日指定）、「甘棠園のクスノキ」（1989年3月10日指定）として敦賀市指定天然記念物になっている。

## 歴史
- 1627年（寛永4年） - 柴田権右衛門、小浜藩から逃散田の復旧を命ぜられ、櫛林（）に屋敷を構える。
- 1658年（万治元年） - 権右衛門、洪水により荒れ地となっていた市野々（）の開墾を始める。
- 1661年（寛文元年） - 権右衛門、市野々の新田開発の願書を奉行所に提出。
- 1662年（寛文2年） - 権右衛門、市野々に屋敷を移す[1]。
- 1667年（寛文7年） - 権右衛門が死去し、嫡男の権七郎清信が、市野々の新田と屋敷を相続[1]。
- 1684年（貞享元年） - 市野々の新田開発が完了し、検地を受ける。
- 1686年（貞享4年） - 屋敷の周囲に濠をめぐらせる[1]。
  - 貞享年間（1684年 - 1688年）に、「市野々新田絵図」が描かれる（この時点の絵図には書院庭園の記載なし）[1]。
  - 庭は元禄期（1688年 - 1703年）、書院は正徳期（1711年 - 1715年）に作られたとみられる[1]。
- 1736年（元文2年） - 小浜藩主の休憩所としての利用記録の初見[1]。
- 1795年（寛政7年） - 書院の屋根を葺き替え[1]。
- 1805年（文化2年） - 書院の建て替え[1]。
- 1932年（昭和7年） - 庭園と書院が国の名勝に指定される[1][2]。
- 1939年（昭和14年） - 国道27号（現在の福井県道225号敦賀美浜線）が開通。敷地が分断され、入口部が現在の姿となった。
- 1999年（平成11年） - 屋敷地が敦賀市の史跡に指定される[1]。
- 2007年（平成19年） - 屋敷地全体が国の名勝に追加指定される[1][2]。
- 2008年（平成20年） - 柴田氏から敦賀市へ屋敷地が寄贈される[6]。

## アクセス

### 交通機関
- 北陸本線・北陸新幹線・小浜線・ハピラインふくい線 敦賀駅
  - 福鉄バス
    - 若狭線、菅浜線

  - 敦賀市コミュニティバス
    - 金山線、山・公文名線
      - 「市野々」停留所下車、徒歩約3分。

### 自動車
- 北陸自動車道
  - 敦賀ICから約10分。
- 舞鶴若狭自動車道
  - 敦賀南スマートIC（ETC搭載車専用）から約10分。
- 国道8号
  - 敦賀バイパス
    - 坂ノ下ジャンクションから約8分。

  - 敦賀市街地（本町（）・元町（）方面）
    - 岡山町一丁目交差点から約5分。
- 国道27号（金山バイパス）
- 福井県道142号松島若葉線
- 福井県道210号余座若葉線
  - 若葉交差点（金山バイパスと福井県道142号線・福井県道210号線の交点）から約2分。

### タクシー
- 敦賀駅から約10分。

## ギャラリー

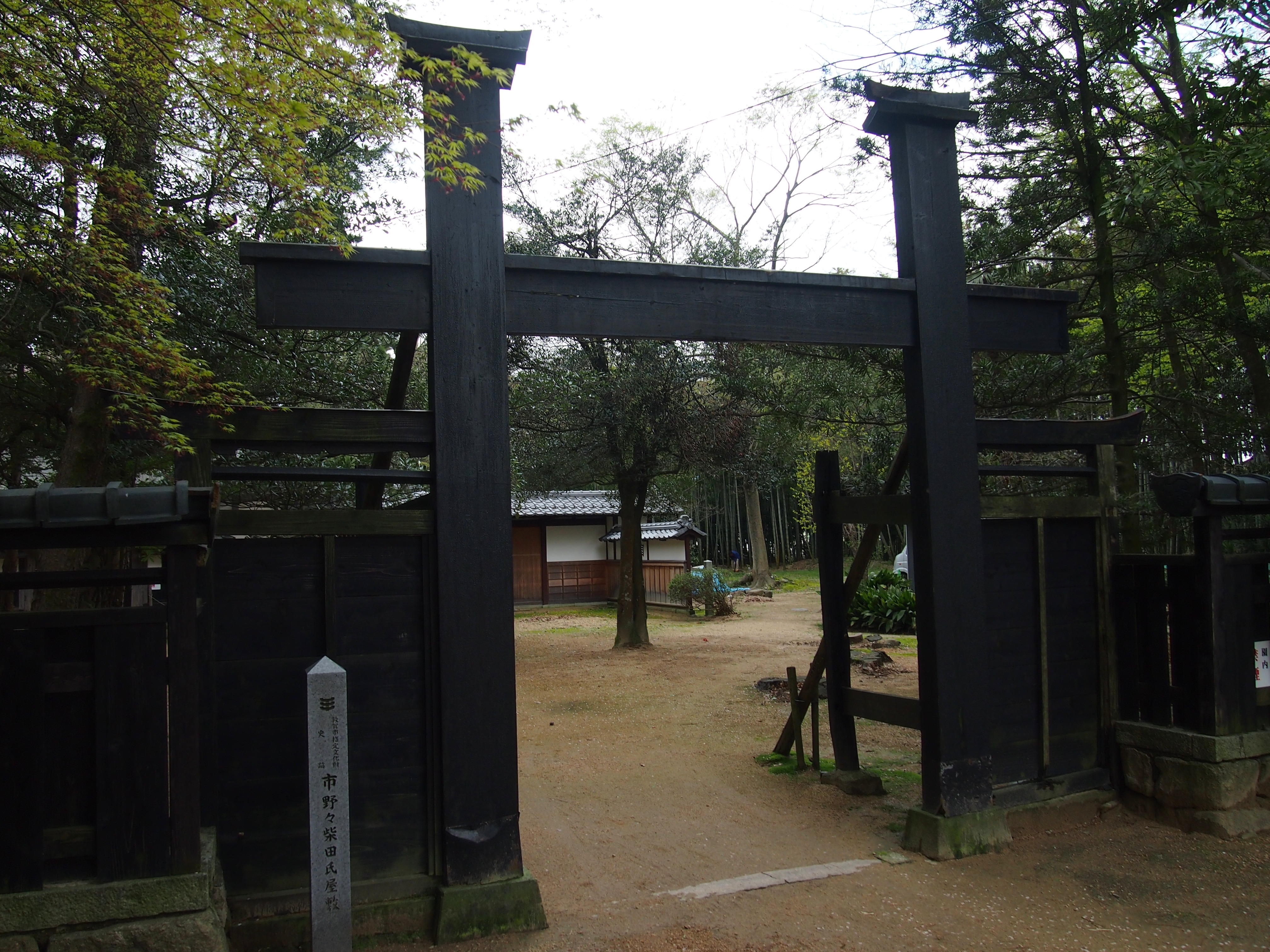
冠木門
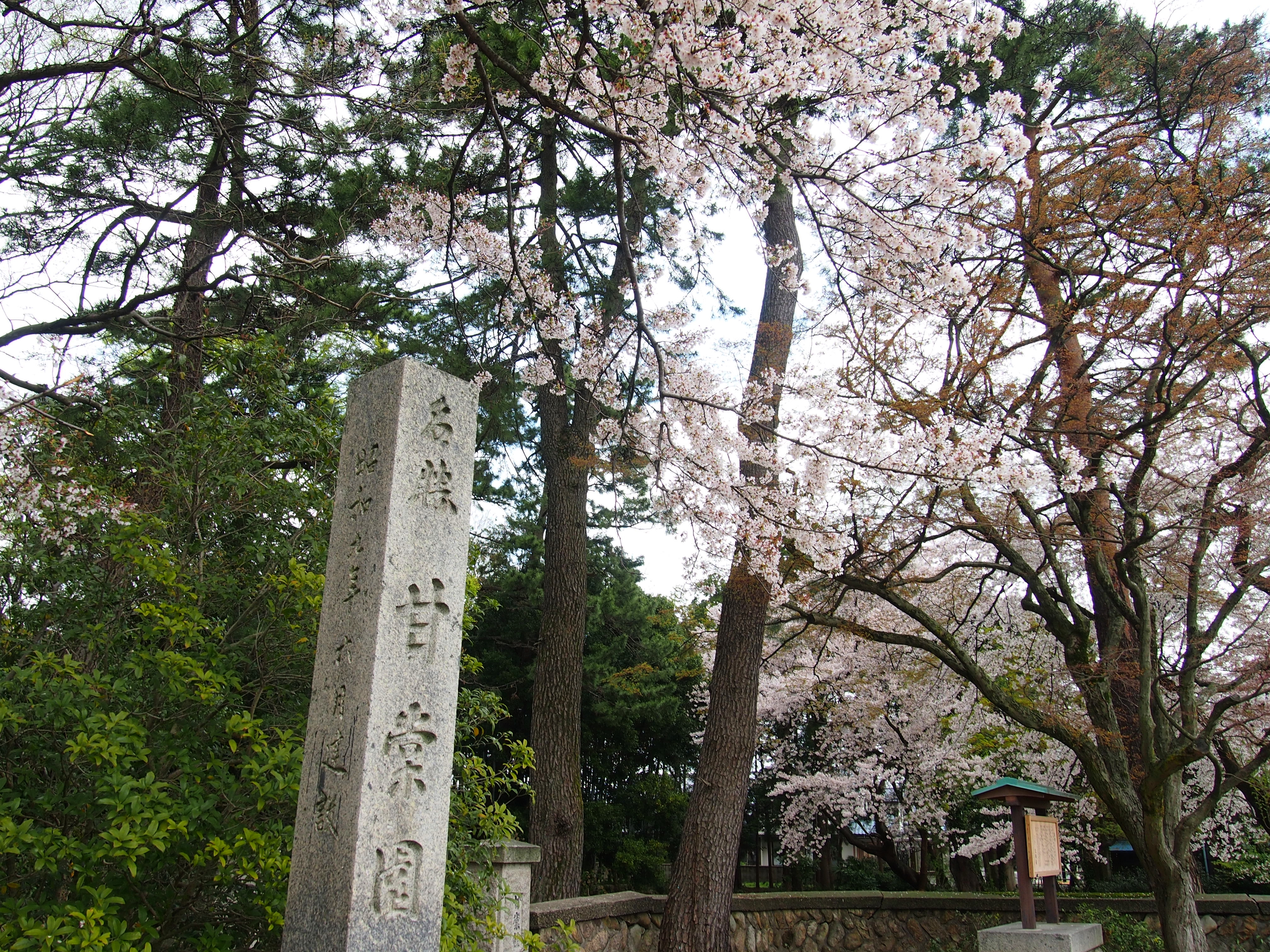
甘棠園
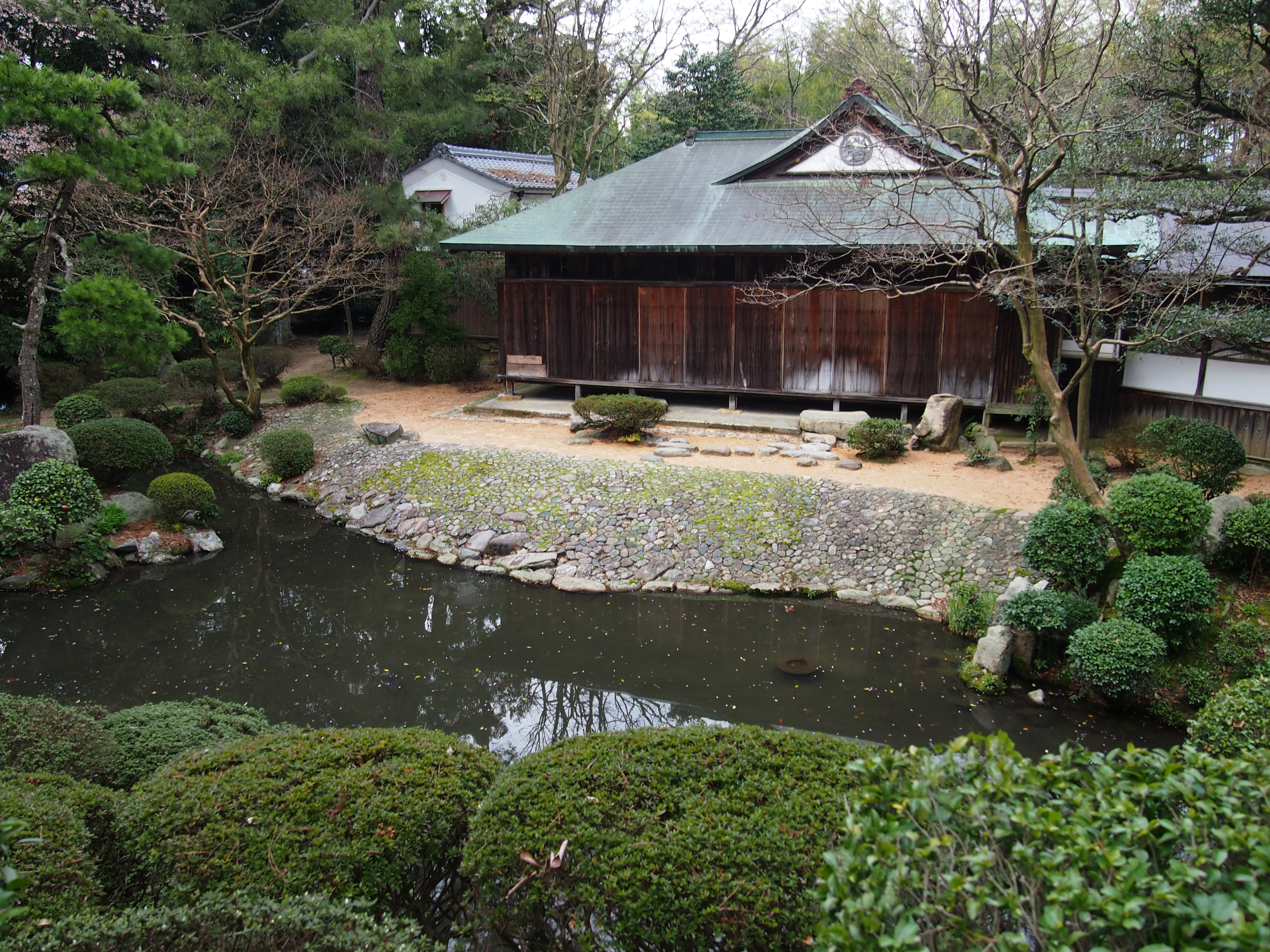
池と書院
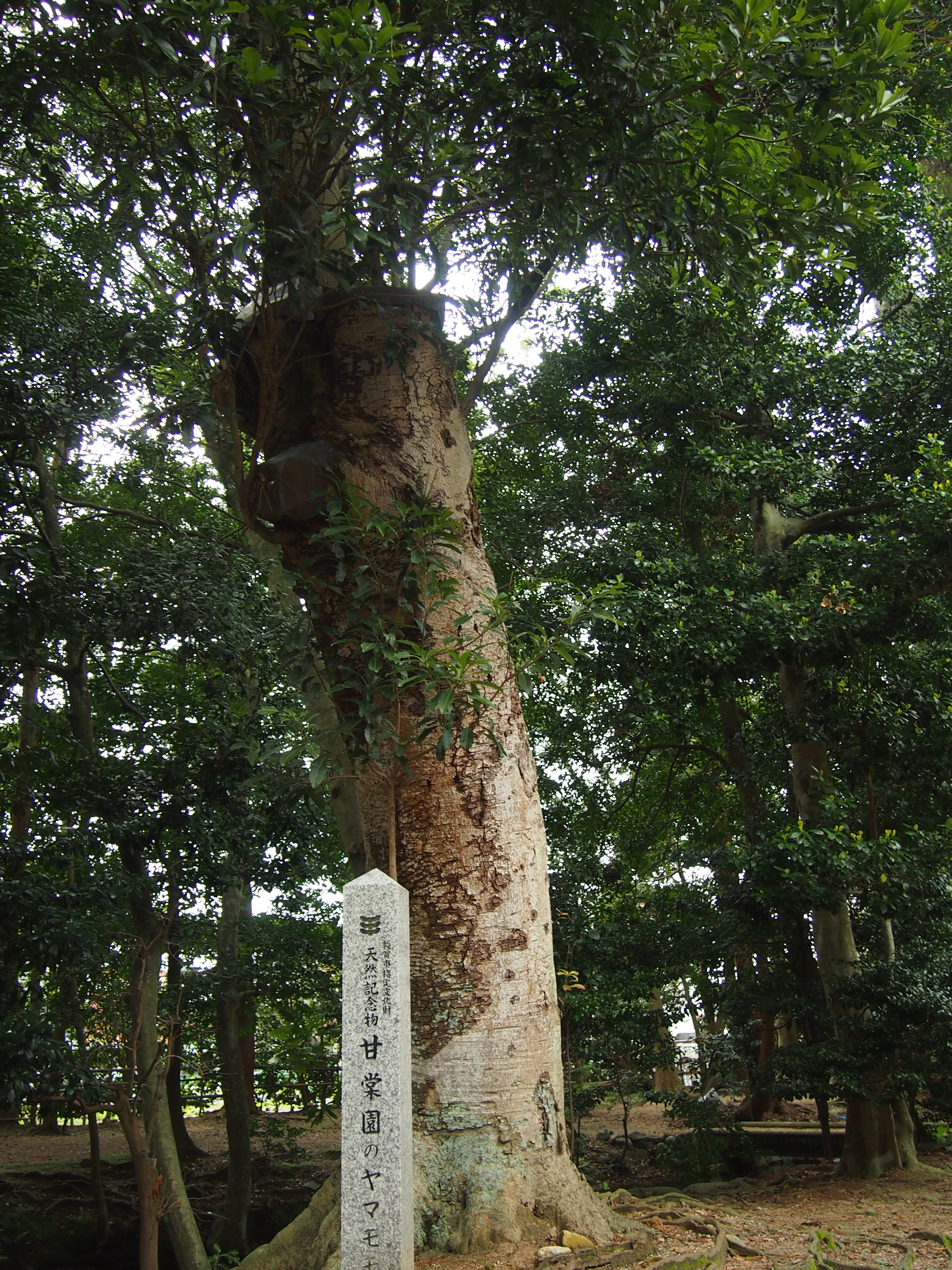
ヤマモモ

## 参考資料
- 敦賀市史編さん委員会 編『敦賀の歴史』敦賀市、1989年11月。全国書誌番号:90018661。
- 福井県の歴史散歩編集委員会 編『福井県の歴史散歩』山川出版社〈歴史散歩シリーズ〉、2010年12月。ISBN 978-4-634-24618-8。
- 敦賀市教育委員会『柴田氏庭園保存管理計画書』2012年3月。